# Saint-Nicolas-de-Redon
Saint-Nicolas-de-Redon è un comune francese di 3 156 abitanti situato nel dipartimento della Loira Atlantica nella regione dei Paesi della Loira.

## Società

### Evoluzione demografica
Abitanti censiti